# Габриэла, корица и гвоздика
«Габриэла, корица и гвоздика» (порт. Gabriela, cravo e canela) — роман Жоржи Амаду, опубликованный в 1958 году. Переведён на множество языков, удостоен многих литературных наград. Русский перевод впервые опубликован в 1961 году в издательстве Иностранной литературы.

## Содержание
Роман разделён на две части, каждая из которых включает две главы. Отдельно вынесен постскриптум. Как и обычно в творчестве Жоржи Амаду, роман включает множество сюжетных линий и огромное количество персонажей. Время действия — 1925 год, место действия — Ильеус. Каждая глава вводится стихотворным вступлением: рондо, жалобой, колыбельной и песней.

### Часть 1. Бразилец из Аравии

#### Глава 1. Томление Офенизии
Главные персонажи — Мундиньо Фалкан и Насиб Саад. Мундиньо — кариока, представитель семейства крупных кофейных плантаторов, который приехал в Ильеус, планируя стать крупным экспортёром какао. Для этого ему следует лишить власти полковника Бастоса — истинного правителя Ильеуса, который назначает глав муниципалитетов и начальника полиции, и расширить фарватер бухты, чтобы в Ильеус могли заходить крупные океанские суда. Насиб Саад — по происхождению сириец, но с 4-летнего возраста живёт в Бразилии, хотя не забыл родного языка. Он владеет баром «Везувий» на главной площади, и мечтает купить плантацию какао. В начале романа Насиб переживает личную трагедию: его кухарка навсегда уехала к сыну, а Насиб должен назавтра организовать банкет на 30 человек в честь открытия автобусного сообщения между Ильеусом и Итабуной.
В конце первой главы описаны беженцы из сертана, которые стремятся попасть из поражённого засухой района в Ильеус. Среди беженцев — мулатка Габриэла, мечтающая устроиться в Ильеусе горничной или кухаркой, которой она когда-то служила в богатом доме (подробности не объясняются).
Упоминаемая в названии главы Офенизия — городская легенда. Она жила в Ильеусе в XIX веке, мечтала встретиться с императором и умерла, когда её попытались выдать замуж.

#### Глава 2. Одиночество Глории
Действие главы занимает один день. Утром были найдены тела доны Синьязинии — жены полковника Жезуино Мендонса, и врача-дантиста Осмундо Пиментела. Жезуино убил их, застав на месте прелюбодеяния; эта новость стала предметом пересудов всего города. На «рабском рынке», где плантаторы нанимают батраков на фазенды, Насиб находит Габриэлу, и в полном отчаянии нанимает её. На обеде в баре «Везувий» происходит столкновение между Мундиньо Фалканом, представляющим оппозицию, и полковником Бастосом, которого поддерживает губернатор штата Баии. Обнаруживается, что Габриэла — выдающийся кулинар. Вернувшись домой, Насиб проводит с ней первую страстную ночь.

### Часть 2. Габриэла, корица и гвоздика

#### Глава 3. Секрет Малвины
Действие главы происходит через три месяца после предыдущих событий. Бедный учитель городской гимназии и поэт-модернист Жозуэ безответно влюблён в Малвину — образованную и свободолюбивую дочь консервативного полковника Рибейринью. Малвина не обращает на Жозуэ внимания, ибо влюблена в женатого инженера Ромуло, нанятого Мундинью Фалканом для расширения гавани. Жена Ромуло находится в сумасшедшем доме. Разочарованный Жозуэ находит утешение в постели мулатки Глории — наложницы полковника Кориолано Рибейро. Кориолано ревнив, и застав прежнюю свою наложницу с любовником, обрил её наголо и выгнал. Тем не менее, Жозуэ и Глория, которая его содержит, теряют всякую осторожность.
Ромуло вынужден бежать, после того, как Рибейринью угрожает ему, и зверски избивает Малвину, отказавшуюся ему повиноваться. Ромуло, как выясняется, и не испытывал серьёзных чувств к Малвине, более того, считал её помешанной. Малвина бежит в Сан-Паулу, где сама начинает зарабатывать на жизнь.
Полковник Бастос нанимает бандитов и сжигает тираж газеты, издаваемой Мундинью Фалканом. После бегства инженера Ромуло, Мундиньо нанимает другого и начинает работы по расчистке дна бухты.
Насиб всё это время терзается ревностью, хотя Габриэла верна ему. Её красота и достоинства кулинара привлекают в бар Насиба огромное количество людей, и мечта о плантации постепенно становится явью. После того, как один из полковников предлагает Габриэле стать его содержанкой, Насиб женится на ней. Заключён гражданский брак, поскольку Насиб не придерживается религии. При этом пришлось обратиться к Тонико Бастосу — сыну всесильного полковника, чтобы сделать для Габриэлы документы: она даже не имеет понятия, сколько ей лет.

#### Глава 4. Лунный свет Габриэлы
Полковник Кориолано застаёт Глорию с Жозуэ, но не убивает их, а просто прогоняет, в отличие от принятых в Ильеусе порядков. Глория находит себе нового богатого любовника, но остаётся и с Жозуэ. Кориолано привёз себе новую наложницу с фазенды, за которой уже не следил.
Приближаются выборы, накал страстей доходит до высшей стадии. Наёмники-жагунсо совершают неудачное покушение на главу муниципалитета Итабуны, который отказался поддерживать Бастоса. В разгар предвыборной борьбы, когда казалось, что на улицах Ильеуса начнутся бои, 83-летний полковник Рамиро Бастос умирает во сне. Его сторонники вынуждены признать безоговорочную победу Мундинью Фалкана. Насиб произносит предвыборную речь (его баллотируют в секретари муниципалитета), но не в силах подобрать португальских слов, переходит на арабский язык и срывает аплодисменты.
Отношения Габриэлы и Насиба ухудшаются: она вполне довольствовалась ролью любовницы и кухарки, а все попытки превратить её в респектабельную даму ни к чему не приводят. В конце концов Насиб застаёт Габриэлу в своей постели с Тонико Бастосом (свидетелем на их свадьбе), но не в силах стрелять: он ограничился тем, что избил обоих. Ему подсказывают выход из положения — поскольку документы Габриэлы фальшивые, судья без лишнего шума разводит их. Тонико вынужден покинуть Ильеус, а над Насибом никто не насмехается — наоборот, весь город в восхищении, как он с честью вышел из ситуации. Однако без Габриэлы сильно падают доходы Насиба, который решил открыть ресторан.
Оканчиваются работы в бухте Ильеуса, в город должен прийти шведский корабль (с фирмой в Швеции заключил договор Мундиньо), чтобы вывозить какао прямо из района его производства. Торжества должны начаться в ресторане Насиба, но он не может найти приличного повара. Нанятый за большие деньги в Рио-де-Жанейро гомосексуалист Фернан не понимает тонкостей байянской кухни, и все клиенты Насиба недовольны. Насиб вынужден вновь нанять Габриэлу, после того, как она подговорила жрецов кандомбле напугать Фернана, ибо хотела вернуться к Насибу. 

 Чем больше он с ней спал, тем больше он её хотел. Она была соткана из песен и танцев, из солнца и луны, она была сделана из гвоздики и корицы. Теперь он ей ничего не дарил, даже дешёвых базарных безделушек. 

### Постскриптум
Полковник Жезуино Мендонса был отдан под суд за убийство своей жены и её любовника. Впервые в истории Ильеуса владелец какаовых плантаций был приговорён к тюремному заключению.

## Литературные особенности
Жоржи Амаду намеревался написать небольшую повесть объёмом в 100—150 страниц. В беседе с Ю. Калугиным он говорил: 

«Вдруг совершенно неожиданно для самого себя обнаружил, что написано уже более пятисот… И „Габриэлу“ я задумывал писать как новеллу, да и предназначалась она для сборника десяти новелл десяти разных авторов, а вот в конце концов получился большой роман».

Жена романиста, Зелия Гаттаи де Амаду, в своей книге воспоминаний «Дорожная шляпка» сообщает дополнительные подробности: 

«Мне Жоржи сказал очень серьёзным тоном: „Автор романа — я, но жизнь и смерть персонажей не зависит от моей воли“. Воспитанная на уважении к бракосочетанию, я как-то предложила Жоржи: было бы хорошо сочетать браком Мундиньо Фалкана с Жерузой. Он опять не послушался меня, заявив: „Я уже рискнул повенчать Габриэлу с Насибом и попал впросак, не знаю, как мне выкрутиться, а сейчас хочешь навязать мне ещё брак… Нет, они не поженятся!“… Со временем я поняла, что Жоржи поступил правильно, не выдавая замуж внучку могущественного полковника за его лютого врага; пусть об отношениях Жерузы и Мундиньо подумает читатель…».

## Награды
- Премия Машаду ди Ассис. Рио-де-Жанейро, Национальный книжный институт, 1959
- Премия Паулу Бриту, префектура Федерального округа, Рио-де-Жанейро, 1959
- Премия Луиса Клаудиу ди Соза, ПЕН-Клуб Бразилии, 1959
- Премия Кармен Долорес Барбоза, Сан-Паулу, 1959
- Премия Жабути, Книжная Палата Бразилии, Сан-Паулу, 1959.

## Издания и переводы
Роман был завершён в Петрополисе, штат Рио-де-Жанейро в мае 1958 года. Первое издание выпустило в Сан-Паулу издательство Livraria Martins, тираж был раскуплен в кратчайшие сроки. Уже в декабре 1958 года было выпущено шестое издание, 50-е издание последовало в 1975 году, 80-е издание было выпущено в 1999 году. Права на издания с 52-го по 80-е принадлежали Editora Record в Рио-де-Жанейро. Все права на современные издания и переиздания выкуплены Companhia das Letras.
По состоянию на 2011 год роман переведён на английский, арабский, болгарский, венгерский, грузинский, греческий, голландский, датский, немецкий, испанский, итальянский, каталанский, китайский, корейский, литовский, македонский, молдавский, норвежский, персидский, польский, словенский, словацкий, турецкий, украинский, финский, французский, чешский, шведский, эстонский языки и на иврит.

### Основные издания на русском языке
- Амаду Ж. Избранные произведения в 2-х томах / Пер.с португальского. Том 1. М.: Художественная литература, 1982. 719 с.
- Амаду Ж. Габриэла, корица и гвоздика. Старые моряки / Пер. с порт. М.: Правда, 1987. 752 с.
- Амаду Ж. Габриэла, корица и гвоздика. М.: АСТ, Астрель, 2011. 509 с.

## Экранизации
По сюжету романа сняты три теленовеллы:
- 1960 год, телекомпания TV Tupi (ныне не существует). В роли Габриэлы — Жанет Воллу, в роли Мундиньо Фалкана Пауло Аутран.
- 1975 год, телекомпания Rede Globo de Televisão. В главной роли — Соня Брага. Сериал пользовался популярностью в Бразилии и Португалии.
- 2012 год, телекомпания Rede Globo. В роли Габриэлы — Жулиана Паэс, Насиба — Умберту Мартинс.

В 1982 году Бруну Баррету, уже экранизировавший роман «Дона Флор и два её мужа», поставил фильм «Габриэла, корица и гвоздика». В роли Габриэлы — Соня Брага; в роли Насиба — Марчелло Мастроянни. Режиссёр сохранил основные сюжетные линии романа, но сделал Насиба наполовину итальянцем, что вызвало неудовольствие Жоржи Амаду. Недоволен он был и местом съёмки: в Парати, который, по словам автора, был полной противоположностью Ильеусу.